# Новоселок (Весьегонский район)
Новоселок — опустевшая деревня в Весьегонском муниципальном округе Тверской области.

## География
Деревня находится в северо-восточной части Тверской области на расстоянии приблизительно 29 км на запад-юго-запад по прямой от районного центра города Весьегонск.

## История
На карте Менде 1853 года в месте расположения деревни обозначен безымянный однодворный хутор. В 1930-х годах здесь действует колхоз «Трудовой Новоселок». Дворов было учтено 6 (1889), 14 (1931), 12 (1963). До 2019 года входила в состав Любегощинского сельского поселения до упразднения последнего.

## Население
Численность населения: 38 человек (1889 год), 60(1931), 41 (1963), 0 (1993), 0 как в 2002 году, так и в 2010.